# فابريس سانتورو
فابريس سانتورو (بالفرنسية: Fabrice Santoro)‏ هو لاعب كرة مضرب فرنسي.

## روابط إضافية
- فابريس سانتورو على موقع رابطة محترفي التنس (الإنجليزية)
- فابريس سانتورو على موقع الاتحاد الدولي لكرة المضرب (الإنجليزية)
- فابريس سانتورو على موقع كأس ديفيز (الإنجليزية)
- فابريس سانتورو على موقع بطولة ويمبلدون (الإنجليزية)
- فابريس سانتورو على موقع خلاصة التنس.كوم (الإنجليزية)
- فابريس سانتورو على موقع إي إس بي إن.كوم (الإنجليزية)
- فابريس سانتورو على موقع اللجنة الأولمبية الدولية (الإنجليزية)
- فابريس سانتورو على موقع أوليمبيديا (الإنجليزية)
- Santoro Recent Match Results
- Santoro World Ranking History